# Crypturellus noctivagus
A Crypturellus noctivagus a tinamualakúak (Tinamiformes) rendjébe, ezen belül a tinamufélék (Tinamidae) családjába tartozó faj.

## Rendszerezése
A fajt Maximilian zu Wied-Neuwied német herceg, felfedező és természettudós írta le 1820-ban, a Tinamus nembe Tinamus noctivagus néven.

## Alfajai
- Crypturellus noctivagus noctivagus (zu Wied-Neuwied, 1820)
- Crypturellus noctivagus zabele (von Spix, 1825)[2]

## Előfordulása
Dél-Amerikában, Brazília keleti részén honos. Természetes élőhelyei a szubtrópusi és trópusi síkvidéki esőerdők, szavannák és cserjések. Állandó, nem vonuló faj.

## Megjelenése
Testhossza 33 centiméter, testtömege 533–602 gramm.

## Életmódja
Általában a földön, magányosan keresgéli hajtásokból, növényi anyagokból és rovarokból, különösen bogarakból és hangyákból álló táplálékát.

## Természetvédelmi helyzete
Az elterjedési területe elég nagy, egyedszáma viszont gyorsan csökken. A Természetvédelmi Világszövetség Vörös listáján mérsékelten fenyegetett fajként szerepel.